# Pajapan
Pajapan là một đô thị thuộc bang Veracruz, México. Năm 2005, dân số của đô thị này là 14621 người. Pajapan nằm ở vùng phía nam bang Veracruz, cách thủ phủ Xalapa 496 km. Đô thị có diện tích 305.98 km2. Đô thị có tọa độ 18°16′N 94°41′W.

## Nông nghiệp
Đô thị chủ yếu sản xuất ngô, đậu, gạo, dưa hấu, xoài và nước cam.